# Polastron (Gers)
Polastron település Franciaországban, Gers megyében. Lakosainak száma 269 fő (2022. január 1.). Polastron Aurimont, Bézéril, Saint-André, Saint-Martin-Gimois, Saint-Soulan és Tirent-Pontéjac községekkel határos.

## Népesség
A település népességének változása:
| Lakosok száma | 231  | 191  | 191  | 230  | 266  | 269  | 272  | 273  | 273  | 269  |
|               | 1968 | 1982 | 1990 | 2006 | 2013 | 2015 | 2017 | 2019 | 2020 | 2022 |